# Tino Edelmann
Tino Edelmann (Annaberg-Buchholz, RDA, 13 de abril de 1985) es un deportista alemán que compitió en esquí en la modalidad de combinada nórdica. 
Participó en dos Juegos Olímpicos de Invierno, entre los años 2010 y 2014, obteniendo una medalla de bronce en Vancouver 2010, en la prueba por equipo (junto con Johannes Rydzek, Eric Frenzel y Björn Kircheisen).
Ganó ocho medallas en el Campeonato Mundial de Esquí Nórdico entre los años 2007 y 2015.

## Palmarés internacional
| Juegos Olímpicos   | Juegos Olímpicos          | Juegos Olímpicos  | Juegos Olímpicos           |
| Año                | Lugar                     | Medalla           | Prueba                     |
| ------------------ | ------------------------- | ----------------- | -------------------------- |
| 2010               | Vancouver (Canadá)        | Medalla de bronce | TG + 4 × 5 km por equipo   |
| Campeonato Mundial |                           |                   |                            |
| Año                | Lugar                     | Medalla           | Prueba                     |
| 2007               | Sapporo (Japón)           | Medalla de plata  | TN + 10 km por individual  |
| 2009               | Liberec (República Checa) | Medalla de plata  | TN + 10 km por individual  |
| 2009               | Liberec (República Checa) | Medalla de plata  | TG + 4 × 5 km por equipo   |
| 2011               | Oslo (Noruega)            | Medalla de plata  | TN + 10 km individual      |
| 2011               | Oslo (Noruega)            | Medalla de plata  | TN + 4 × 5 km por equipo   |
| 2011               | Oslo (Noruega)            | Medalla de plata  | TG + 4 × 5 km por equipo   |
| 2013               | Val di Fiemme (Italia)    | Medalla de bronce | TG + 2 × 7,5 km por equipo |
| 2015               | Falun (Suecia)            | Medalla de oro    | TN + 4 × 5 km por equipo   |